# فینکس، ادیسون، نیوجرسی
فینکس (به انگلیسی: Phoenix) یک منطقهٔ مسکونی در ایالات متحده آمریکا است که در ادیسون، نیوجرسی واقع شده‌است. فینکس ۲۷٫۱۳ متر بالاتر از سطح دریا واقع شده‌است.